# Georges Mandel
Georges Mandel pseudonimo di Louis Rotschild (Chatou, 5 giugno 1885 – Foresta di Fontainebleau, 7 luglio 1944) è stato un giornalista e politico francese.
Giovane giornalista, collaboratore di Georges Clemenceau a L'Homme libre, divenne un membro del suo gabinetto nel 1908, poi suo capo di gabinetto alla Presidenza del Consiglio nel novembre 1917. 
Dopo la Grande Guerra intraprese una lunga carriera politica nel campo conservatore. Il suo assassinio, nel luglio 1944 nella Francia occupata, è stato a lungo interpretato come un'azione di rappresaglia commessa dalla Milice française dopo l'esecuzione, da parte della Resistenza, del ministro dell'informazione collaborazionista Philippe Henriot. Secondo lo storico François Delpla, questo assassinio sarebbe stato commissionato dallo stesso Hitler, che avrebbe individuato Mandel negli anni 1930 come uno degli oppositori più risoluti alla Germania nazista.

## Biografia

### Fino alla prima guerra mondiale
Di famiglia ebraica, figlio di un sarto (Louis George Rothschild) e di Henriette Mandel, proveniente da una famiglia ebrea d'Alsazia, studiò al Liceo Condorcet. Si impegnò, molto giovane, in favore di Alfred Dreyfus, e a 17 anni scelse il giornalismo.
Per non essere confuso con suoi omonimi (la famiglia di banchieri dello stesso nome, che comprendeva nei suoi ranghi un Louis de Rothschild, e suo zio materno, Louis Mandel), scelse lo pseudonimo di Georges Mandel, adottando il nome del padre e il cognome della madre. Entrò a 21 anni a L'Aurore, il giornale di Georges Clemenceau che aveva pubblicato il J'accuse di Émile Zola. Seguì poi il suo mentore nei suoi vari giornali. Quando, nel 1906, Clemenceau assunse la presidenza del Consiglio, Mandel colse l'occasione per partecipare all'azione governativa, cosa che realizzò pienamente nel 1908.
Allo scoppio della guerra fu riformato per inabilità fisica, e seguì fedelmente Clemenceau fino a divenire il suo capo gabinetto nel 1917.

### Deputato e ministro (1920-1938)
Si presentò alle elezioni legislative del 1910 e del 1914, senza riuscire a farsi eleggere; fu infine eletto nel novembre 1919 come deputato del Blocco nazionale repubblicano di centro destra della Gironda. Difensore nel 1920 del progetto di ristabilire le relazioni diplomatiche tra la Francia e il Vaticano, questa presa di posizione gli valse attacchi antisemiti da deputati di sinistra che riprendevano voci che lo accusavano di essere un Rothschild
.
Perse il suo mandato nel 1924 contro il Cartello delle sinistre, ma, dopo questo primo insuccesso, fu rieletto costantemente come «indipendente» alle elezioni del 1928, del 1932 e del 1936, fino al 1940.

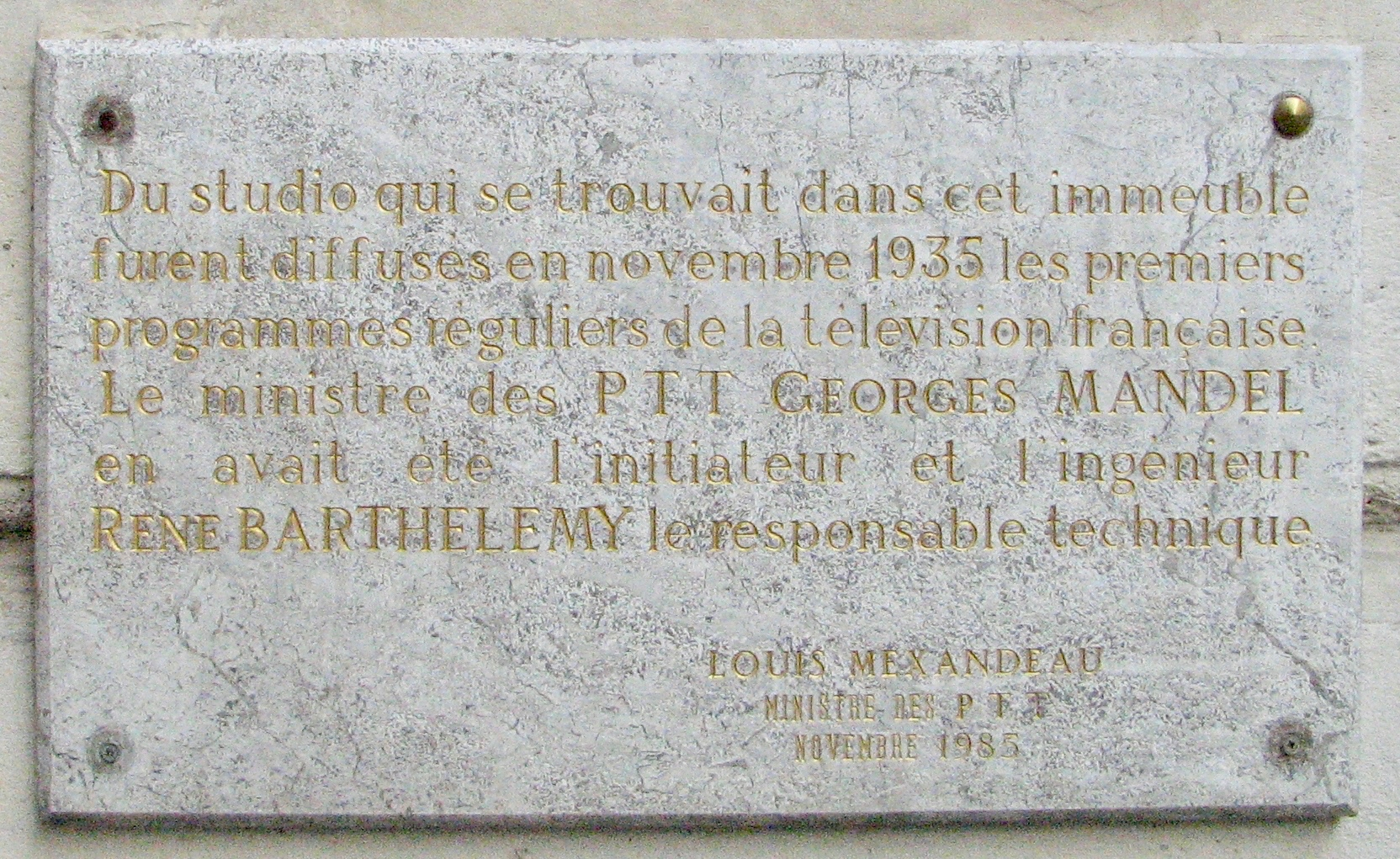
Paris, 103 rue de Grenelle: memoria del primo studio televisivo francese nella sede ministeriale (1985)

Nel 1932 divenne presidente del gruppo Indipendenti della Camera dei deputati. Si affermò poi come ministro delle Poste, Telegrafi e Telefoni tra il 1934 e il 1936, riformando con notevole fermezza l'amministrazione delle Poste sia sotto il profilo amministrativo che sotto quello tecnologico: fece abolire la pubblicità sulla radio di Stato, fece installare il primo studio televisivo al ministero (la prima emissione ufficiale della televisione francese fu diffusa il 26 aprile 1935), inaugurò l'Air Bleu, la prima linea di posta aerea.
Negli anni trenta alzò la voce per avvertire del pericolo rappresentato dalla Germania nazista ottenendo, nel 1935, che la Società delle Nazioni condannasse il ripristino del servizio militare obbligatorio da parte di Adolf Hitler, in violazione del trattato di Versailles, e si oppose a Pierre Laval sulla questione della guerra di aggressione condotta contro l'Etiopia dall'Italia di Benito Mussolini.
Nel 1934 partecipò al funerale di Edmond de Rothschild, sostenitore attivissimo e grande finanziatore del sionismo.
Dopo la vittoria del Fronte Popolare criticò le riforme sociali del governo di Blum, che secondo lui avrebbero ridotto la produttività francese a fronte della minaccia della Germania nazista in pieno riarmo.

### Ministro delle Colonie (1938-1940)
Dopo la caduta del Fronte Popolare, fu nominato ministro delle colonie, incarico che tenne dall'aprile 1938 al maggio 1940 impegnandosi nella lotta contro i movimenti nazionalisti nel Maghreb, ma anche a preparare l'impero coloniale francese a un conflitto che sentiva inevitabile. Pur essendo uomo di destra propose allora un'alleanza con l'Unione Sovietica per far fronte alla minaccia hitleriana, che considerava un pericolo mortale per la Francia, e protestò contro gli accordi di Monaco.
Firmò i «decreti Mandel» del 16 gennaio 1939 e del 6 dicembre 1939, per regolare le relazioni tra le Chiese e lo Stato nei territori d'oltremare, in deroga al principio di laicità dello Stato francese
.
Dopo di ciò Mandel, ormai vero uomo forte della destra, fu promosso d'urgenza ministro dell'Interno del governo di Paul Reynaud formato il 18 maggio 1940. In questa veste fece arrestare alcuni dei principali intellettuali favorevoli alla Germania nazista, in particolare i redattori del settimanale Je suis partout, Alain Laubreaux e Charles Lesca, immaginò un «ridotto bretone» poi un ripiegamento sull'Africa del Nord per le forze francesi a fronte dell'avanzata nazista del giugno 1940, ma non poté contrastare l'arrivo al potere del vecchio maresciallo Philippe Pétain, nominato presidente del Consiglio il 16 giugno 1940, e investito dei pieni poteri costituenti dall'Assemblea nazionale il 10 luglio 1940.
Nella nuova situazione Mandel ebbe un'influenza diretta nella scelta del nuovo sottosegretario di Stato alla guerra, il generale (a titolo provvisorio, nominato il 5 giugno 1940) Charles de Gaulle, per rappresentare la Francia a Londra, come auspicato da Churchill, che puntava a continuare senza concessioni la lotta contro le nazioni dell'Asse.

### Massiliae processo di Riom

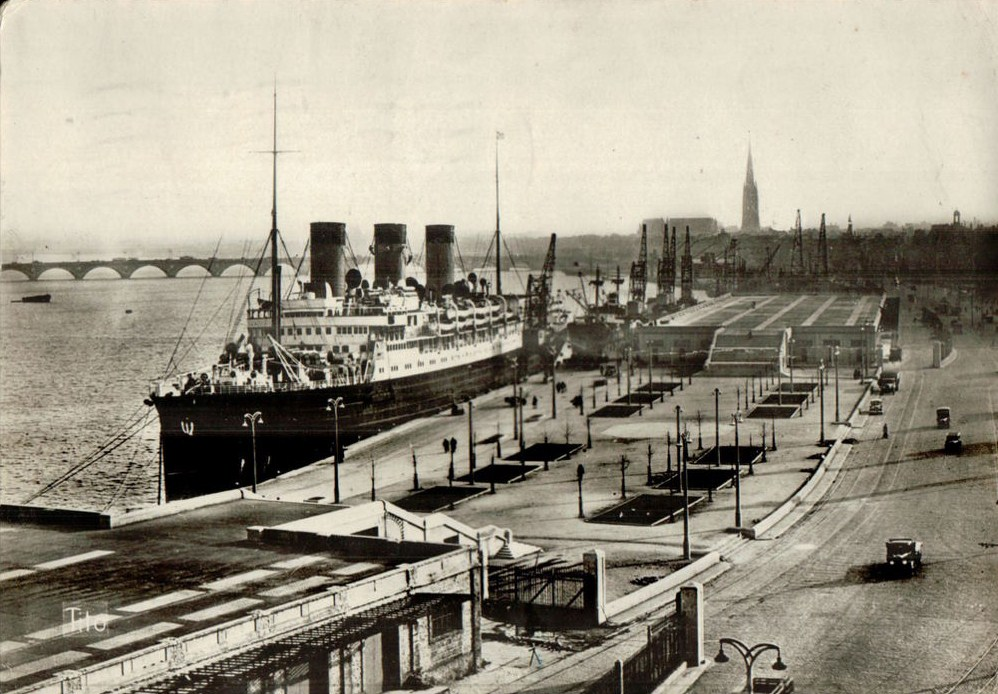
Il Massilia a Bordeaux (circa 1930)

Contrario all'armistizio e al potere autoritario di Pétain in via di costituzione, Mandel organizzò la partenza per il Nord Africa del presidente della Repubblica Lebrun, dei presidenti della Camera dei deputati e del Senato e di 26 parlamentari per proseguire la guerra dai dipartimenti d'Algeria. Paul Reynaud lo autorizzò di fatto a costituire una base di riserva per il governo ad Algeri per il caso che l'occupante tedesco rifiutasse qualsiasi compromesso sulla zona sud non occupata. Fu così che Mandel - che si premurò, in quelle drammatiche circostanze, di imbarcare anche un pesante busto in bronzo di Clemenceau - con venticinque altri deputati, tra cui Pierre Mendès France, Jean Zay, un solo senatore (Michel Tony-Révillon), la sua compagna Béatrice Bretty e la sua amante Deva Dassy, si imbarcarono il 21 giugno sul Massilia, piroscafo che nel novembre precedente aveva già portato in salvo a Buenos Aires molti intellettuali e artisti antifranchisti, come la scrittrice Elena Fortún e il pittore Manuel Ángeles Ortiz. Arrivati in Marocco il 23 giugno, i passeggeri furono accolti da una folla inferocita che li accusava di fuga e tradimento, e il generale residente Noguès li mise agli arresti domiciliari dichiarandoli privi di mandato, al sicuro in un hotel di lusso.
L'8 agosto 1940 Georges Mandel fu arrestato in Marocco, deferito alla corte di Riom
 
e condotto al castello di Chazeron nel Puy-de-Dôme, dove si trovavano già Paul Reynaud, Édouard Daladier e il generale Maurice Gamelin. Tutti e quattro furono poi trasferiti in un hotel di Vals-les-Bains. Il 10 luglio Mandel fece la dichiarazione richiesta agli Israeliti dal Commissariato generale per le questioni ebraiche appena creato. Disse di essere celibe, ma di avere una figlia, Claude, nata nel 1930 e battezzata nel 1931. Per mano sua, il prefetto dell'Ardèche Eugène Hild annota sulla lettera: «Non è ebrea di confessione, ma lo è di razza, deve essere dichiarata».
Condannati all'ergastolo dal tribunale d'eccezione voluto dal maresciallo Pétain, il 7 novembre 1941, Mandel e i suoi tre coimputati furono imprigionati al forte di Portalet, nei Pirenei, sotto la custodia di gendarmi francesi.

### Deportazione e assassinio
In seguito all'invasione della zona libera da parte dell'esercito tedesco nel novembre 1942, i tedeschi, volendo impadronirsi di Mandel e Paul Reynaud, organizzarono un colpo di mano sul forte di Portalet dove erano incarcerati. I gendarmi di guardia li consegnarono, e i prigionieri furono trasferiti al Campo di concentramento di Sachsenhausen, non lontano da Berlino.
Mandel fu poi incarcerato, nei pressi di Buchenwald, in un campo speciale destinato ai politici dei paesi occupati, dove si trovava già l'ex presidente del Consiglio Léon Blum. Fu infine rimpatriato a Parigi, al Carcere de La Santé, e qui consegnato alla Milice française, il 4 luglio 1944.
Il 7 luglio, nel corso di un guasto simulato dell'auto in cui viaggiava nella foresta di Fontainebleau, il miliziano Mansuy gli sparò alle spalle sedici proiettili, per rappresaglia - si disse - dell'esecuzione da parte della Resistenza del ministro dell'informazione Philippe Henriot di dieci giorni prima
.